# Rutilia nana
Rutilia nana là một loài ruồi trong họ Tachinidae.